# Таза (парк)
Таза е национален парк в Алжир, създаден през 1985. Разположен е в провинция Джиджел, на 30 километра северно от град Джиджел. Името му идва от близкоразположения град Таза. Площта на парка е 3807 км². На територията му са разположени много пещери, скали и пясъчни плажове. Таза е обявен за биосферен резерват от ЮНЕСКО и притежава разнообразна флора и фауна, включително берберски макак.